# Robert Davi
Robert John Davi (ur. 26 czerwca 1953 w Nowym Jorku) – amerykański aktor, piosenkarz, reżyser i producent filmowy i telewizyjny.

## Życiorys

### Wczesne lata
Urodził się w Astorii, w dzielnicy Queens w Nowym Jorku jako syn Marii Carmel (z domu Rullo), Amerykanki włoskiego pochodzenia, i Salvatore Ralpha „Sala” Davi, wywodzącego się z południowych Włoch, już od wczesnych lat dzieciństwa przejawiał zainteresowania muzyką poważną, a jego ulubioną operą stała się Tosca Giacomo Pucciniego. Kiedy miał pięć lat, rodzina przeprowadziła się na Long Island. Uczęszczał do prywatnej katolickiej szkoły średniej Seton Hall High School w Patchogue, w stanie Nowy Jork, gdzie chętnie grał w piłkę nożną i baseball oraz występował w przedstawieniach Makbet Williama Szekspira. Jednak po tym jak mając 16 lat przeszedł tajemniczą chorobę, zrezygnował z udziału w grach sportowych i skupił się na śpiewaniu operowym i aktorstwie. Wygrywał ogólnonarodowe konkursy operowe, uczył się śpiewu we Florencji pod kierunkiem okrzyczanego barytona Tito Gobbi.

### Kariera
W wieku dziewiętnastu lat występował z Long Island Lyric Opera Company w Garden City, w stanie Nowy Jork. Po ukończeniu studiów na Hofstra University w Hempstead, gdzie otrzymał stypendium dramatyczne, przeprowadził się na Manhattan. Dorabiał jako sprzedawca precli, warzyw i owoców, urzędnik telefoniczny, kelner i przy produkcji wypchanych zwierząt. Mieszkał w tanim lokalu przy East 171st Street, uczył się aktorstwa w Juilliard School, Actors Studio Stelli Adler i Lee Strasberg Theatre and Film Institute, jednocześnie występował na scenie w sztukach – Wiśniowy sad i Mewa Antoniego Czechowa, Wiele hałasu o nic Williama Szekspira oraz Lot nad kukułczym gniazdem Kena Keseya.
Jego debiutancka rola telewizyjna greckiego bandyty w dramacie NBC Kontrakt na Wiśniowej Ulicy (Contract on Cherry Street, 1977) u boku Franka Sinatry otworzyła korowód kolejnych serialowych wcieleń czarnych charakterów, a jednym z nich był palestyński terrorysta Salim Ajami w teledramacie CBS Terrorysta na procesie: Stany Zjednoczone kontra Salim Ajami (Terrorist on Trial: The United States vs. Salim Ajami, 1987). Po raz pierwszy na dużym ekranie pojawił się w biograficznym filmie historycznym Gangsterskie wojny (Gangster Wars, 1981). Potem równie przekonywająco grywał negatywne role w kinowych produkcjach, m.in. w familijnej komedii przygodowej Goonies (The Goonies, 1985) jako jeden z członków gangu Fratellich, który ucieka z miejscowego więzienia.
Traktowany jako drugoplanowy lub trzecioplanowy aktor charakterystyczny, miał często znakomitych ekranowych partnerów – z Clintem Eastwoodem i Burtem Reynoldsem zagrał w komedii sensacyjnej Gorący towar (City Heat, 1984), z Arnoldem Schwarzeneggerem wystąpił w filmie akcji Jak to się robi w Chicago (Raw Deal, 1986), jako specjalny agent FBI w dreszczowcu Szklana pułapka (Die Hard, 1988) spotkał się na planie z Bruce’em Willisem i Alanem Rickmanem, w komedii kryminalnej Blake’a Edwardsa Syn Różowej Pantery (Son of the Pink Panther, 1993) zagrał u boku Roberto Benigni i Claudii Cardinale.
Sławę zyskał jednak w roli kolumbijskiego lorda narkotykowego Franza Sancheza, oponenta agenta 007 Jemesa Bonda w filmie Licencja na zabijanie (Licence to Kill, 1989). Za rolę właściciela małej knajpy w Las Vegas i szefa tancerek erotycznych w dramacie obyczajowym Paula Verhoevena Showgirls (1995) zdobył nominację do Złotej Maliny. Powrócił na mały ekran w roli agenta Baileya Malone’a w dwóch serialach NBC – Portret zabójcy (Profiler, 1996-2000) i Kameleon (The Pretender, 1999-2000). Jego reżyserski debiut dramatu Pięści (The Dukes, 2007) został uhonorowany trzema nagrodami jury na festiwalu filmowym WorldFest Houston.

## Życie prywatne
W latach 1977–1979 zmarli jego rodzice, siostra i dziadkowie. Po nieudanym związku małżeńskim z Jeri McBride (od 29 listopada 1980), z którą ma syna Seana Christiana (ur. 1981), w dniu 19 sierpnia 1990 ożenił się ponownie z modelką Christine Bolster. Mają czworo dzieci: Arianę Marie (ur. 3 kwietnia 1990), Frances (ur. 1992) oraz bliźniaki – Isabella i Nicholasa Edwarda (ur. 11 stycznia 2001).

## Filmografia

### Filmy
- 1981: Gangsterskie wojny (Gangster Wars) jako Vito Genovese
- 1984: Gorący towar (City Heat) jako Nino
- 1985: Goonies (The Goonies) jako Jake Fratelli
- 1986: Jak to się robi w Chicago (Raw Deal) jako Max Keller
- 1987: Dzikus (Wild Thing) jako Chopper
- 1988: Szalony Jackson (Action Jackson) jako Tony Moretti
- 1988: Szklana pułapka (Die Hard) jako Specjalny agent FBI Johnson
- 1988: Traxx jako Aldo Palucci
- 1989: Licencja na zabijanie (Licence to Kill) jako Franz Sanchez
- 1990: Maniakalny glina 2 (Maniac Cop 2) jako detektyw Sean McKinney
- 1990: Strażnik pokoju (Peacemaker) jako detektyw sierżant Frank Ramos
- 1990: Predator 2 jako kapitan Phil Heinemann
- 1990: Amazonia (Amazon) jako Dan
- 1991: Brutalna gra (Legal Tender) jako Fix Cleary
- 1991: Boomer (The Taking of Beverly Hills) jako Robert Masterson
- 1992: Kolumb odkrywca (Christopher Columbus: The Discovery) jako Martin Pinzon
- 1992: Dzika Orchidea 2- Smutna opowieść o Blue (Wild Orchid 2: Two Shades of Blue) jako Sully
- 1992: Plan zbrodni (Illicit Behavior) jako porucznik Matt Walker
- 1992: Środek pajęczyny (Center of the Web) jako Richard Morgan
- 1993: Quick jako Matthew Davenport
- 1993: Nocna pułapka (Night Trap) jako Mike Turner
- 1993: Syn Różowej Pantery (Son of the Pink Panther) jako Hans Zarba
- 1993: Maniakalny glina 3 (Maniac Cop 3: Badge of Silence) jako detektyw Sean McKinney
- 1994: Gliniarze i Robbersonowie (Cops and Robbersons) jako Osborn
- 1994: Niebezpieczeństwo (The Dangerous) jako Billy Davalos
- 1994: Ślepa sprawiedliwość (Blind Justice) jako Alacran
- 1994: Bez strachu (No Contest) jako sierżant Crane
- 1994: Zabić prezydenta/Listopadowy mężczyzna (The November Men) jako Robert Davi
- 1995: Cichy zabójca Yakuza (Codename: Silencer) jako Eddie Cook
- 1995: Delta Wenus (Delta of Venus) jako Kolekcjoner (głos)
- 1995: Absolutna agresja (Absolute Aggression) jako R.D. Crowley
- 1995: Showgirls jako Al Torres
- 1996: Kwestia wartości (For Which He Stands) jako Carlito Escalara
- 1996: Przypadkowe piekło (An Occasional Hell) jako Trooper Abbott
- 1996: Strefa (The Zone) jako Rowdy Welles
- 1998: Doborowa kompania (The Bad Pack) jako McQue
- 2001: Zbieracz dusz (Soulkeeper) jako Mallion
- 2002: Czwarty tenor (The 4th Tenor) jako Ierra
- 2002: Uczeń czarodzieja (The Sorcerer’s Apprentice) jako Merlin/Milner
- 2002: Gorąca laska (The Hot Chick) jako Stan Thomas, ojciec Aprila
- 2002: Hitters jako Nick
- 2003: Ostatnia gonitwa (One Last Ride) jako ojciec
- 2005: W mieszance (In the Mix) jako Ryba
- 2007: Czar (Magic) jako dr David Ortero
- 2007: Pięści (The Dukes) jako Danny
- 2007: Oprawca (The Butcher) jako Murdoch
- 2009: Magic Man jako Simpson
- 2010: American Summer jako Robert Davi
- 2011: Zabić Irlandczyka (Kill the Irishman) jako Ray Ferritto
- 2011: Rekin z bagien (Swamp Shark) jako szeryf Watson
- 2014: Niezniszczalni 3 (Expendables 3) jako Goran Vata
- 2017: Twój ruch (Your Move) jako Romero

### Filmy TV
- 1977: Kontrakt na Wiśniowej Ulicy (Contract on Cherry Street) jako Mickey Sinardos, grecki bandyta
- 1979: I twoje imię to Jonah (And Your Name Is Jonah) jako Dickie
- 1979: Legend Złotej Strzelby (The Legend of the Golden Gun) jako William Quantrill
- 1980: Nick i dobermany (Nick and the Dobermans) jako Anthony Elbone
- 1980: 5 dolarów 20 centów na godzinny sen (The $5.20 an Hour Dream) jako Bobby Jim
- 1980: Wściekłość! (Rage!) jako Resident 1
- 1980: Alcatraz i Clarence Carnes (Alcatraz: The Whole Shocking Story) jako Hubbard
- 1983: Rousters (The Rousters) jako Norman Clayton
- 1987: Terrorysta na procesie: Stany Zjednoczone kontra Salim Ajami (Terrorist on Trial: The United States vs. Salim Ajami) jako Salim Ajami
- 1990: Podstęp (Deceptions) jako Jack ‘Harley’ Kessler
- 1991: Tajemnicze morderstwo Thelmy Todd (White Hot: The Mysterious Murder of Thelma Todd) jako Lucky Luciano
- 1997: Beneficjant (The Beneficiary) jako Gil Potter
- 1999: Moja kochana zabójczyni (My Little Assassin) jako Frank Sturgis
- 2002: Krwawy werdykt (Verdict in Blood) jako Wade Waters
- 2004: Kariera Heidi Fleiss (Call Me: The Rise and Fall of Heidi Fleiss) jako Ivan Nagy

### Seriale TV
- 1978: Aniołki Charliego (Charlie’s Angels) jako Ritchie
- 1979: Stąd do wieczności (From Here to Eternity) jako strażnik
- 1979: Lou Grant jako Hector
- 1979: Barnaby Jones jako Pete Cerilla
- 1979: Niewiarogodny Hulk (The Incredible Hulk) jako Rader
- 1979: Trapper John, M.D.
- 1981: Dynastia (Dynasty) jako Amos
- 1981: Shannon
- 1981: Kroniki gangsterskie (The Gangster Chronicles) jako Vito Genovese
- 1982: Siły Matthew Stara (The Powers of Matthew Star) jako Zealotta
- 1982: Posterunek przy Hill Street (Hill Street Blues) jako Stan Maizel
- 1982: St. Elsewhere jako Patrick
- 1982: T.J. Hooker jako Joseph Picartus
- 1983: Bring 'Em Back Alive
- 1983: Optymista (The Optimist) jako The Cabbie
- 1983: Bay City Blues
- 1983–1984: Upadły chłopak (The Fall Guy) jako Dan Kowal
- 1984: T.J. Hooker jako Tom Warfield
- 1984: Hart dla Hart (Hart to Hart) jako Tony Bairos
- 1984: Drużyna A (The A-Team) jako Boyle
- 1989: Cwaniak (Wiseguy) jako Albert Cerrico
- 1985: Łowca (Hunter) jako Sonny Dunbar
- 1986: Kompensator (The Equalizer) jako Michael Riegert
- 1988: Prawnicy z Miasta Aniołów (L.A. Law) jako Dominic Simonetti
- 1991: FBI: Niebywałe opowieści (FBI: The Untold Stories) jako Donnie Brasco/Joe Pistone
- 1995: VR.5 jako Simon Buchanan
- 1996–2000: Portret zabójcy (Profiler) jako agent Bailey Malone
- 1999: Batman przyszłości (Batman Beyond) jako dr Mike Morgan
- 1999–2000: Kameleon (The Pretender) jako agent Bailey Malone
- 2004: Karen Sisco jako Denton
- 2004: Breaking Vegas jako Narrator
- 2004–2006: Gwiezdne wrota: Atlantyda (Stargate: Atlantis) jako komandor Acastus Kolya
- 2006: Huff jako Dickins
- 2014: CSI: Kryminalne zagadki Las Vegas (C.S.I.: Crime Scene Investigation) jako Marvin Braxton

### Gry komputerowe
- 2002: Grand Theft Auto: Vice City jako pułkownik Juan Garcia Cortez (głos)
- 2004: Halo 2 jako SpecOps Leader (głos)
- 2006: Scarface: The World Is Yours jako Alejandro Sosa (głos)
- 2007 Halo 3 jako Kapitan Statku